# Rybany
Rybany (ungarisch Ribény) ist eine Gemeinde im Westen der Slowakei mit 1489 Einwohnern (Stand 31. Dezember 2024), die zum Okres Bánovce nad Bebravou, einem Teil des Trenčiansky kraj gehört.

## Geographie
Die Gemeinde befindet sich an den oberen Ausläufern des slowakischen Donauhügellands am linken Ufer der Bebrava. Das Hügelland ist in der Gegend von den Gebirgen Považský Inovec, Strážovské vrchy sowie Tribeč umschlossen. Das Ortszentrum liegt auf einer Höhe von 188 m n.m. und ist sechs Kilometer von Bánovce nad Bebravou sowie 16 Kilometer von Topoľčany entfernt.

## Geschichte
Rybany wurde zum ersten Mal 1323 als Ryblyen schriftlich erwähnt und der Name weist auf die ursprüngliche Beschäftigung der Einwohner, Fischerei (slowakisch ryba = Fisch) hin. Der Ort war zwischen dem Erzbistum Gran und dem Geschlecht Ribánszky aufgeteilt. 1828 sind 84 Häuser und 761 Einwohner verzeichnet.

## Bevölkerung
| Jahr                | 1994 | 2004    | 2014    | 2024    |
| ------------------- | ---- | ------- | ------- | ------- |
| Anzahl der Personen | 1495 | 1487    | 1446    | 1489    |
| Unterschied         |      | −0,53 % | −2,75 % | +2,97 % |

| Jahr                | 2023 | 2024    |
| ------------------- | ---- | ------- |
| Anzahl der Personen | 1517 | 1489    |
| Unterschied         |      | −1,84 % |

Ergebnisse nach der Volkszählung 2001 (1479 Einwohner):
| Nach Ethnie: - 97,90 % Slowaken - 1,35 % Zigeuner - 0,27 % Tschechen | Nach Religion: - 95,06 % römisch-katholisch - 1,49 % evangelisch - 2,37 % konfessionslos |

## Sehenswürdigkeiten
- römisch-katholische Kirche aus dem Anfang des 14. Jahrhunderts, 1885–87 umgebaut.

## Infrastruktur
In Rybany gibt es ein Lebensmittelgeschäft, eine Poststelle, eine Apotheke sowie eine Grundschule und einen Kindergarten. Durch den Ort verläuft die Landesstraße 592 (Bánovce nad Bebravou–Nadlice), mit jeweiligen Anschlüssen an die Staatsstraße I/50 (E 572) sowie I/64. Der Ort besitzt eine Haltestelle an der regionalen Bahnstrecke Trenčín–Chynorany.